# Кулайгирський сільський округ
Кулайги́рський сільський округ (каз. Құлаайғыр ауылдық округі, рос. Кулайгырский сельский округ) — адміністративна одиниця у складі Абайського району Карагандинської області Казахстану. Адміністративний центр — село Кулайгир.
Населення — 1640 осіб (2021; 1668 у 2009, 1984 у 1999, 2102 у 1989).
Станом на 1989 рік існувала Кулайгирська сільська рада (села Жаман-Жол, Кулайгир, Ялта).

## Склад
До складу округу входять такі населені пункти:
| Населений пункт | Населення, осіб (1989) | Населення, осіб (1999) | Населення, осіб (2009) | Населення, осіб (2021) |
| --------------- | ---------------------- | ---------------------- | ---------------------- | ---------------------- |
| Жаманжол, село  | 425                    | 260                    | 168                    | 103                    |
| Кулайгир, село  | 1432                   | 1550                   | 1467                   | 1522                   |
| Ялта, село      | 245                    | 174                    | 33                     | 15                     |